# Пшенична Людмила Тимофіївна
Людмила Тимофіївна Пшенична (9 жовтня 1925 — ?) — українська радянська діячка, електрообмотниця Кременчуцького автомобільного заводу Полтавської області. Депутат Верховної Ради СРСР 6—7-го скликань.

## Біографія
Народилася в родині робітника. Освіта неповна середня.
У 1943—1949 роках — електромоторист, черговий електрик кенафнопрядильної фабрики міста Ташкента Узбецької РСР.
У 1949—1951 роках — черговий електрик рельсозварного поїзда в місті Кременчуці Полтавської області.
У 1951—1959 роках — електрообмотниця Кременчуцького мостового заводу, електрообмотниця Кременчуцького комбайнового заводу Полтавської області.
З 1959 року — електрообмотниця енергосилового цеху Кременчуцького автомобільного заводу Полтавської області. Ударник комуністичної праці.
Потім — на пенсії в місті Кременчуці Полтавської області.

## Нагороди
- орден Леніна (7.03.1960)
- медалі